# Bolton (Gran Manchester)
Bolton és una ciutat del nord-oest d'Anglaterra que forma part del Gran Manchester, però tradicionalment sempre ha format part del comtat de Lancashire. Té una població de 139.403 habitants, i una àrea metropolitana de 262.400.
La ciutat de Bolton és coneguda pel seu club de futbol, el Bolton Wanderers, club de la Football League Championship. Però també per la música, ja que és la ciutat del cantant Danny Jones dels McFly, i també dels cantants de música punk Buzzcocks.

## Fills il·lustres
- Thomas Kirkman (1806-1895), matemàtic.